# Rhodococcus equi
Rhodococcus equi (también Prescottella equi) es una especie de bacteria de la familia Nocardiaceae. Provoca neumonías en potros y en otras especies animales. La infección en humanos se asocia con inmunosupresión, especialmente con el sida.